# 澄清湖
澄清湖（ちょうせいこ）は台湾の高雄市鳥松区に位置する人造湖。旧称は大埤湖（台湾語：Toā-pi-ô͘、トアピオ）・大貝湖。高雄市で最も大きな湖であるため、台湾西湖と呼ばれ台湾南部の有名な観光地の1つである。また澄清湖風景区に指定されている。この湖は水源・景勝地・レクリレーションの3つの地区に分かれており、湖畔には九曲橋や中興塔などの名所があり毎年約100万人の観光客が訪れる。
また、2009年に高雄市で開催された第8回ワールドゲームズでは、フィールドアーチェリーとオリエンテーリングの2競技が開催された。

## 歴史
澄清湖は曹公用水路灌漑システムの一部であり、当初は農地の灌漑を調整するために使われていたので、「大埤」（大きなダム）と呼ばれていた。太平洋戦争が始まると、日本軍は軍事用水と重工業生産用水の必要性から、1940年に曹公用水路を利用し始め、原水を湖に分水・貯水し、さらに給水設備を建設して高雄市の以前の獅甲鎮にある工場一帯に送水し、使用するようになった。 
第二次世界大戦末期、中華民国国軍が台湾に到着し、湖の防衛のために軍隊を派遣した。湖は「大貝湖」と命名され、中華民国陸軍と中華民国海軍が大貝湖軍馬養成地に駐屯した。
1963年、蒋介石が南巡で滞在した際、「清明湖」と改名するよう指示したが、現在も通称は「大埤湖」である 湖上には、蒋介石の旧居「済清楼」が残っており、人々が訪れることができる。
1987年、日本の秋田県田沢湖と姉妹湖となり、日本側から「辰子飛翔」の噴水像が澄明湖に送られた。現在は貯水池や景勝地として利用されている。